# Rolf Bertolini
Rolf Bertolini (* 9. Januar 1927 in Leipzig; † 1. April 2006 ebenda; vollständiger Name Rolf Hugo Pietro Bertolini) war ein deutscher Anatom.

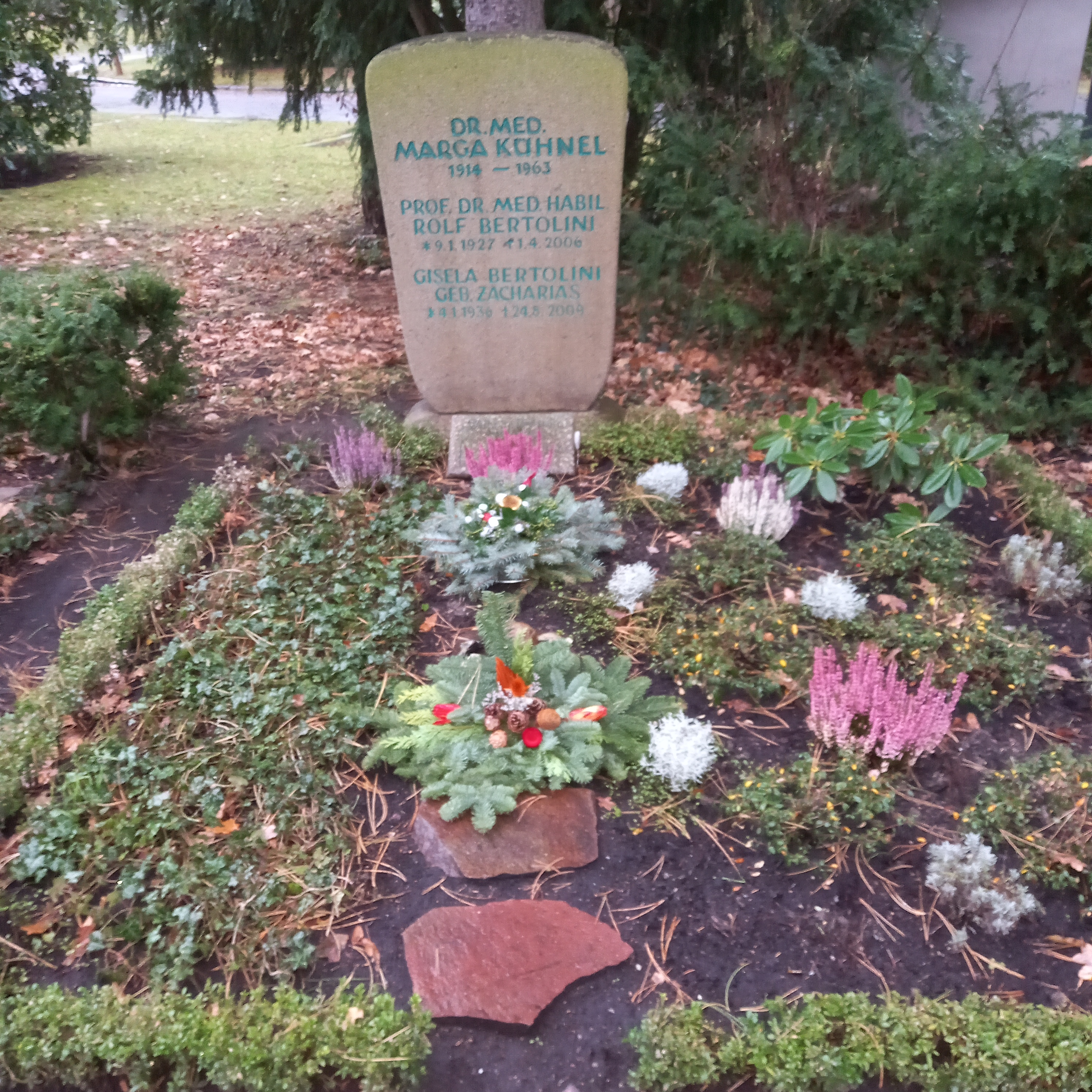
Das Grab von Rolf Bertolini und seiner Ehefrau Gisela geborene Zacharias auf dem Südfriedhof (Leipzig)

## Leben und Werk
Rolf Bertolini wurde 1927 in Leipzig geboren. Der Sohn des Kaufmanns Wilhelm Bertolini besuchte das Königin-Carola-Gymnasium. Von 1947 bis 1952 studierte er an der Universität Leipzig Humanmedizin. 1952 wurde er in Leipzig promoviert. Nach einem Jahr als klinisch tätiger Arzt wandte er sich der Morphologie zu. Von 1953 bis 1955 war er als Assistent am Anatomischen Institut in Leipzig und von 1955 bis 1956 am Pathologischen Institut in Greifswald tätig. Er kehrte danach wieder nach Leipzig zurück und wurde hier 1959 unter Kurt Alverdes (1896–1959) für das Fach Anatomie habilitiert.
Nach dem Tod von Alverdes übernahm Rolf Bertolini 1959 zunächst die kommissarische Leitung des Anatomischen Instituts in Leipzig. Zusätzlich war er zwischen 1960 und 1961 Direktor des Anatomischen Instituts der Medizinischen Akademie Magdeburg, an der ab 1960 auch ein vorklinisches Studium eingerichtet worden war. Einmal wöchentlich kam Bertolini mit seinen Assistenten Joachim Fröhlich und W. Kirchner mit Modellen und Lehrtafeln nach Magdeburg, um vor etwa 120 Studenten Vorlesungen zu halten. Die Doppelbelastung änderte sich erst, als zum 1. September 1961 Martin Meyer nach Magdeburg berufen wurde. Bertolini wurde 1961 zum Direktor des Anatomischen Instituts in Leipzig berufen, welches er bis 1980 leitete. Von 1967 bis 1969 war er außerdem Prodekan für Studienangelegenheiten und von 1969 bis 1972 stellvertretender Direktor für Bildung und Erziehung. Sein Schüler Joachim Fröhlich wechselte an das Magdeburger Anatomische Institut, welches er nach dem Tod von Alfred Dorn 1987 kommissarisch leitete. 1980 wurde Rolf Bertolini auf den Lehrstuhl für Anatomie der Humboldt-Universität zu Berlin berufen und zum Direktor des Anatomischen Instituts ernannt. Sein Nachfolger in Leipzig wurde Gerald Leutert (1929–1999). Sein Schüler Dietmar Wendler (1935–2000) folgte ihm nach Berlin, bevor er 1988 an die Medizinische Akademie Magdeburg berufen wurde. Bertolini leitete das Berliner Institut bis 1986. Wissenschaftlich beschäftigte er sich mit einer Vielzahl embryologischer Fragestellungen und bearbeitete Forschungsthemen über die weiblichen und männlichen Genitalien. Am 1. April 2006 verstarb Rolf Bertolini in Leipzig.

## Schriften (Auswahl)
Rolf Bertolini publizierte 73 wissenschaftliche Arbeiten und war in 18 Büchern und Buchbeiträgen Autor oder Mitautor. Er führte den von Horst Boenig begründeten „Leitfaden der Entwicklungsgeschichte des Menschen“ und das von Kurt Alverdes herausgegebene Lehrbuch „Grundlagen der Anatomie“ weiter. Gemeinsam mit Gerald Leutert verfasste er einen „Atlas der Anatomie des Menschen“ in drei Bänden.
- Ein Beitrag zur Ectopia cordis pectoralis. Dissertation. Universität Leipzig 1952.
- Histologische Befunde an den Blutgefäßen der Clitoris. Habilitation. Universität Leipzig 1959.
- mit Horst Boenig: Leitfaden der Entwicklungsgeschichte des Menschen. Thieme, Leipzig 1960.
- mit Kurt Alverdes: Grundlagen der Anatomie. Thieme, Leipzig 1968.
- mit Gerald Leutert: Atlas der Anatomie des Menschen – nach systematischen und topographischen Gesichtspunkten. Thieme, Leipzig 1978 und Springer, Berlin 1978.
- Systematische Anatomie des Menschen. Volk und Gesundheit, Berlin 1979 und Fischer, Stuttgart 1979.